# Eosentomon sayani
Eosentomon sayani är en urinsektsart som beskrevs av Imadaté 1965. Eosentomon sayani ingår i släktet Eosentomon och familjen trakétrevfotingar. Inga underarter finns listade i Catalogue of Life.